# II liga polska w piłce nożnej (1965/1966)
II liga 1965/1966 – 18. edycja rozgrywek drugiego poziomu ligowego piłki nożnej mężczyzn w Polsce. Wzięło w nich udział 16 drużyn, grając systemem kołowym. Sezon ligowy rozpoczął się w sierpniu 1965, ostatnie mecze rozegrano w czerwcu 1966.
| Poziomy rozgrywkowe w sezonie 1965/1966 | Poziomy rozgrywkowe w sezonie 1965/1966 | Poziomy rozgrywkowe w sezonie 1965/1966 |
| Rozgrywki                               | P                                       | Nazwa                                   |
| --------------------------------------- | --------------------------------------- | --------------------------------------- |
| Centralne                               | I                                       | I Liga                                  |
| Centralne                               | II                                      | II Liga                                 |
| Okręgowe (17 okręgów)                   | III                                     | Liga Okręgowa                           |
| Okręgowe (17 okręgów)                   | IV                                      | A klasa                                 |
| Okręgowe (17 okręgów)                   | V                                       | B klasa                                 |
| Okręgowe (17 okręgów)                   | VI                                      | C klasa                                 |

## Drużyny
| Uczestnicy poprzedniej edycji                                                                                 | Uczestnicy poprzedniej edycji | Uczestnicy poprzedniej edycji | Uczestnicy poprzedniej edycji |
| --- | ----------------------------- | ----------------------------- | ----------------------------- |
| RAK | Raków Częstochowa             | 3                             |                               |
| VIC | Victoria Jaworzno             | 4                             |                               |
| CRA | Cracovia                      | 5                             |                               |
| GTH | Górnik Thorez                 | 6                             |                               |
| LGD | Lechia Gdańsk                 | 7                             |                               |
| SMI | Stal Mielec                   | 8                             |                               |
| GAR | Garbarnia Kraków              | 9                             |                               |
| STŁ | Start Łódź                    | 10                            |                               |
| GDY | MZKS Gdynia                   | 11                            |                               |
| GWB | Górnik Wałbrzych              | 12                            |                               |
| Spadek z I ligi 1964/1965                                                                                     |                               |                               |                               |
| POG | Pogoń Szczecin                | 13                            |                               |
| UNR | Unia Racibórz                 | 14                            |                               |
| Awans z III ligi 1964/1965                                                                                    |                               |                               |                               |
| zwycięzcy baraży o awans                                                                                      |                               |                               |                               |
| URK | Urania Kochłowice             | 1 (gr. I)                     |                               |
| HUT | Hutnik Nowa Huta              | 1 (gr. II)                    |                               |
| MOT | Motor Lublin                  | 1 (gr. III)                   |                               |
| LPO | Lech Poznań                   | 1 (gr. IV)                    |                               |
| Oznaczenia: - kolumna pierwsza – skróty nazw drużyn, - kolumna trzecia – miejsce zajęte w poprzednim sezonie. |                               |                               |                               |

Uwaga: Urania Kochłowice w poprzednim sezonie grała pod nazwą Górnik Kochłowice.

## Rozgrywki
Uczestnicy rozegrali 30 kolejek ligowych po 8 meczów każda (razem 240 spotkań) w dwóch rundach – jesiennej i wiosennej.
Mistrz i wicemistrz II ligi uzyskali awans do I ligi, a zespoły z miejsc 13–16 spadły do III ligi.

### Tabela
| Lp. | Drużyna               | M  | Z  | R  | P  | Bramki | Bramki | Różn. | Pkt | Uwagi              |
| --- | --------------------- | -- | -- | -- | -- | ------ | ------ | ----- | --- | ------------------ |
| 1   | Cracovia (M) (A)      | 30 | 19 | 5  | 6  | 55     | 30     | +25   | 43  | Awans do I ligi    |
| 2   | Pogoń Szczecin (A)    | 30 | 16 | 7  | 7  | 57     | 32     | +25   | 39  | Awans do I ligi    |
| 3   | Unia Racibórz         | 30 | 15 | 6  | 9  | 59     | 39     | +20   | 36  |                    |
| 4   | Górnik Thorez         | 30 | 13 | 10 | 7  | 45     | 30     | +15   | 36  |                    |
| 5   | Górnik Wałbrzych      | 30 | 12 | 8  | 10 | 41     | 37     | +4    | 32  |                    |
| 6   | Lechia Gdańsk         | 30 | 10 | 11 | 9  | 26     | 28     | −2    | 31  |                    |
| 7   | Stal Mielec           | 30 | 11 | 8  | 11 | 45     | 38     | +7    | 30  |                    |
| 8   | MZKS Gdynia           | 30 | 10 | 10 | 10 | 31     | 42     | −11   | 30  |                    |
| 9   | Start Łódź            | 30 | 10 | 9  | 11 | 24     | 25     | −1    | 29  |                    |
| 10  | Garbarnia Kraków      | 30 | 10 | 9  | 11 | 30     | 35     | −5    | 29  |                    |
| 11  | Victoria Jaworzno     | 30 | 9  | 10 | 11 | 42     | 37     | +5    | 28  |                    |
| 12  | Hutnik Nowa Huta      | 30 | 11 | 6  | 13 | 38     | 37     | +1    | 28  |                    |
| 13  | Raków Częstochowa (S) | 30 | 10 | 8  | 12 | 30     | 51     | −21   | 28  | Spadek do III ligi |
| 14  | Lech Poznań (S)       | 30 | 9  | 6  | 15 | 35     | 49     | −14   | 24  | Spadek do III ligi |
| 15  | Motor Lublin (S)      | 30 | 5  | 9  | 16 | 30     | 55     | −25   | 19  | Spadek do III ligi |
| 16  | Urania Kochłowice (S) | 30 | 5  | 8  | 17 | 27     | 50     | −23   | 18  | Spadek do III ligi |